# Prestwoodia delicatus
Prestwoodia delicatus ist ein bei Opossums in den Nasennebenhöhlen parasitierender Fadenwurm. Er wurde 1978 von Anderson in die neu geschaffene Gattung Prestwoodia umgruppiert, die zu Ehren von A. K. Prestwood von der University of Georgia benannt wurde, und ist einziger Vertreter der Gattung. Prestwoodia delicatus ist ein großer Fadenwurm mit leicht konischen Enden. Die Mundöffnung ist groß und von einem breiten und dünnen Kutikula-Ring umgeben. Sie führt in die flache Mundhöhle. Kopfpapillen sind undeutlich, Lippen fehlen.
Die Männchen sind etwa 4,5 cm lang und 360–570 µm dick. Der Ösophagus ist etwa 500 µm lang, der Nervenring undeutlich. Eine Exkretionspore ist deutlich und liegt 200 bis 262 hinter dem Vorderende. Sie führt zu einem langen Ausführungsgang, der mit langen Exkretionsdrüsen verbunden ist, die sich weit nach hinten in die Leibeshöhle erstrecken. Die Begattungstasche (Bursa copulatrix) ist hoch entwickelt und hat einen Durchmesser von 270 bis 285 µm. Sie ist vorn mit dem Anus verbunden und ist hinten nicht gekerbt. Die ventralen Rippen bilden einen langen Stab, der sich am Ende aufspaltet. Die externolateralen Rippen sind unabhängig von den anderen Seitenrippen. Die mediolateralen und externolateralen Rippen sind ebenfalls in Form eines langen Stabs mit gespaltenen Ende ausgebildet. Die externodorsale Rippe ist gut entwickelt und entspringt unabhängig von den anderen Rippen. Die Dorsalrippe ist in Form zweier Hügel ausgebildet, von denen jeder eine kleine ventrale Papille und zwei lange Zweige trägt. Die etwa 1,4 mm langen Spicula sind dünn. Ihre Führungsstruktur (Gubernaculum) ist etwa 150 µm lang und am distalen Ende löffelartig.
Die Weibchen sind bis zu 11,5 cm lang und 630 bis 760 µm dick. Der Ösophagus ist 530 bis 610 µm lang und der Nervenring ebenfalls undeutlich. Die Vulva liegt etwa 5 cm vom Kopfende entfernt, sie ist rund und nicht erhaben. Sie führt in einen paarigen Geschlechtsgang (Ovijektor oder Vagina), aus jedem entspringt ein Uterus, der mit vielen Erstlarven gefüllt ist. Der Schwanz hat ein stumpfes Ende und ist etwa 242 µm lang. Der Anus ist prominent und hat eine Kutikula-Klappe.